# Lista de bairros de Montevidéu

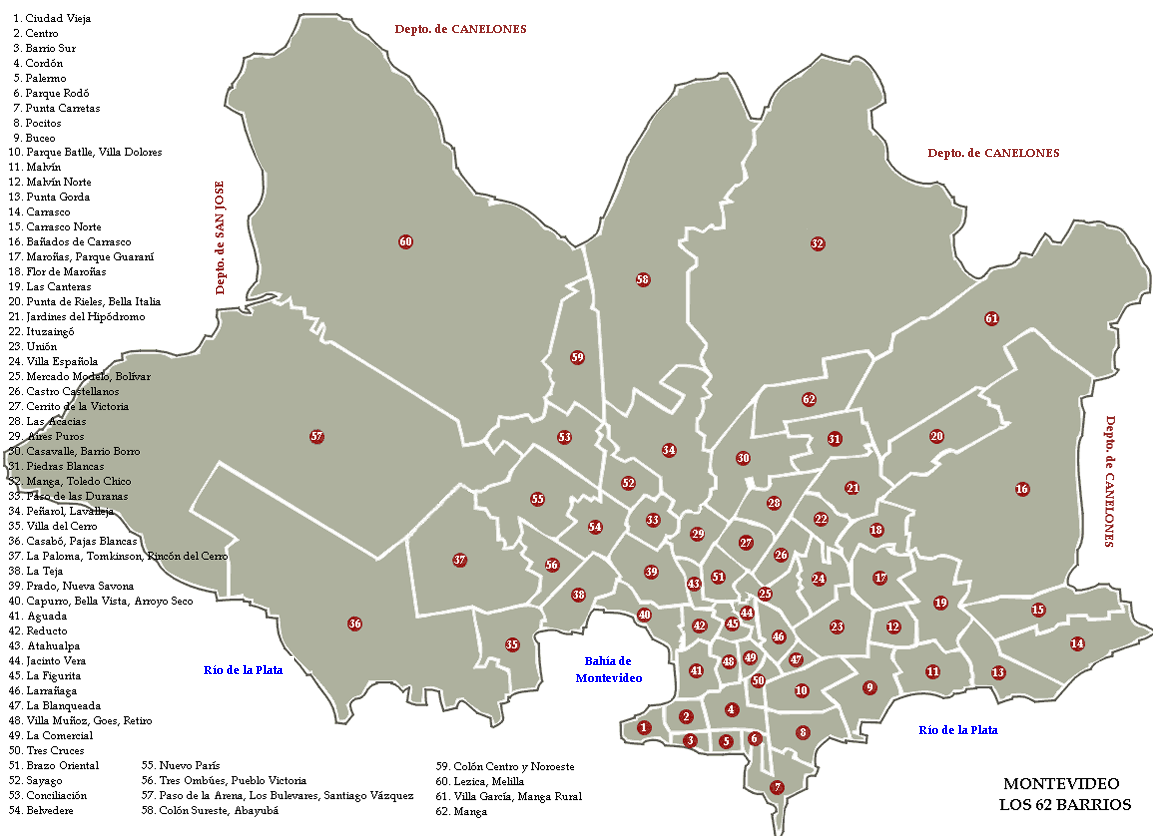
Mapa do departamento de Montevidéu.

Montevidéu é a capital da República Oriental do Uruguai. Seus quase um milhão e meio de habitantes repartem-se em bairros distintos da cidade. Muitas áreas que hoje são consideradas pertencentes à capital, tinham as primeiras populações geograficamente isoladas, mais tarde absorvidas pelo crescimento da urbe.

## Bairros e localidades
Barrios e localidades de Montevidéu, Centro Comunal Zonal e município a que compõe.
| Ref. | Os 62 bairros                      | CCZ      | Municípios |
| ---- | ---------------------------------- | -------- | ---------- |
| 1    | Ciudad Vieja                       | 1        | B          |
| 2    | Centro                             | 1        | B          |
| 3    | Barrio Sur                         | 1        | B          |
| 4    | Cordón                             | 2        | B          |
| 5    | Palermo                            | 2        | B          |
| 6    | Parque Rodó                        | 2        | B          |
| 7    | Punta Carretas                     | 5        | B e CH     |
| 8    | Pocitos                            | 5        | CH         |
| 9    | Buceo                              | 5 e 7    | CH e E     |
| 10   | Parque Batlle, Villa Dolores       | 4 e 5    | CH         |
| 11   | Malvín                             | 7        | E          |
| 12   | Malvín Norte                       | 6 e 8    | E          |
| 13   | Punta Gorda                        | 7        | E          |
| 14   | Carrasco                           | 8        | E          |
| 15   | Carrasco Norte                     | 8        | E          |
| 16   | Bañados de Carrasco                | 9        | F          |
| 17   | Maroñas, Parque Guaraní            | 9        | F          |
| 18   | Flor de Maroñas                    | 9        | F          |
| 19   | Las Canteras                       | 8 e 9    | E e F      |
| 20   | Punta de Rieles, Bella Italia      | 9        | F          |
| 21   | Jardines del Hipódromo             | 9        | F          |
| 22   | Ituzaingó                          | 9        | F          |
| 23   | Unión                              | 6 e 11   | D, E e F   |
| 24   | Villa Española                     | 9 e 11   | D e F      |
| 25   | Mercado Modelo, Bolívar            | 3 e 11   | C e D      |
| 26   | Castro, Pérez Castellanos          | 11       | D          |
| 27   | Cerrito de la Victoria             | 11       | D          |
| 28   | Acacias                            | 11       | D          |
| 29   | Aires Puros                        | 10 e 15  | C e D      |
| 30   | Casavalle                          | 11       | D          |
| 31   | Piedras Blancas                    | 9 e 10   | D e F      |
| 32   | Manga, Toledo Chico                | 10       | D          |
| 33   | Paso de las Duranas                | 13       | G          |
| 34   | Peñarol, Lavalleja                 | 13       | G          |
| 35   | Villa del Cerro                    | 17       | A          |
| 36   | Casabó, Pajas Blancas              | 17       | A          |
| 37   | La Paloma, Tomkinson               | 17       | A          |
| 38   | La Teja                            | 14       | A          |
| 39   | Prado, Nueva Savona                | 15 e 16  | A e C      |
| 40   | Capurro, Bella Vista, Arroyo Seco  | 16       | C          |
| 41   | Aguada                             | 1, 2 e 3 | B e C      |
| 42   | Reducto                            | 3        | C          |
| 43   | Atahualpa                          | 15       | C          |
| 44   | Jacinto Vera                       | 3        | C          |
| 45   | La Figurita                        | 3        | C          |
| 46   | Larrañaga                          | 4        | C e CH     |
| 47   | La Blanqueada                      | 4 e 6    | CH e E     |
| 48   | Villa Muñoz, Retiro, Goes          | 3        | B e C      |
| 49   | La Comercial                       | 2 e 3    | B e C      |
| 50   | Tres Cruces                        | 4        | B e CH     |
| 51   | Brazo Oriental                     | 3        | C          |
| 52   | Sayago                             | 13       | G          |
| 53   | Conciliación                       | 13       | G          |
| 54   | Belvedere                          | 13 e 14  | A e G      |
| 55   | Nuevo París                        | 13 e 14  | A e G      |
| 56   | Tres Ombúes, Pueblo Victoria       | 14       | A          |
| 57   | Paso de la Arena, Santiago Vázquez | 18       | A          |
| 58   | Colón Sureste, Abayubá             | 12       | G          |
| 59   | Colón Centro e Noroeste            | 12       | G          |
| 60   | Lezica, Melilla                    | 12       | A e G      |
| 61   | Villa García, Manga Rural          | 9        | F          |
| 62   | Manga                              | 9        | F          |